# Myrmeleon semigriseus
Myrmeleon semigriseus är en insektsart som beskrevs av Krivokhatsky 1991. Myrmeleon semigriseus ingår i släktet Myrmeleon och familjen myrlejonsländor. Inga underarter finns listade i Catalogue of Life.